# Johann Christian Daniel von Schreber
Johann Christian Daniel von Schreber (Weissensee, Turíngia, 17 de janeiro de 1739 — Erlangen, 10 de dezembro de 1810) foi um botânico, zoólogo e micologista alemão. Foi aluno de Carl von Linné (1707-1778). Foi eleito membro da Royal Society em 1795.

## Carreira
Foi nomeado professor de matéria médica na Universidade de Erlangen em 1769.
Em 1774, ele começou a escrever um conjunto de livros em vários volumes intitulado Die Säugethiere in Abbildungen nach der Natur mit Beschreibungen, que se concentrava nos mamíferos do mundo. Muitos dos animais incluídos receberam um nome científico pela primeira vez, seguindo o sistema binomial de Carl Linnaeus. De 1791 até sua morte em 1810, ele foi o presidente da Academia Alemã de Ciências Leopoldina. Ele foi eleito membro da Real Academia Sueca de Ciências em 1787. Em abril de 1795, foi eleito Membro da Royal Society. Numerosas honras foram concedidas a ele, incluindo o cargo de conde palatino imperial.
Schreber também escreveu sobre entomologia, notavelmente Schreberi Novae Species Insectorvm. Sua coleção de herbário está preservada no Botanische Staatssammlung München desde 1813.

## Obras
- Beschreibung der Gräser (1.1769 - 3.1810)
- Lithographia Halensis (1758)
- Schreberi Novae Species Insectorvm (1759)
- Die Säugetiere in Abbildungen nach der Natur mit Beschreibungen (1.1774 - 64.1804)[4]
- Theses medicae (1761)

## Galeria
Placas de Die Säugetiere em Abbildungen nach der Natur mit Beschreibungen 1774-1804.

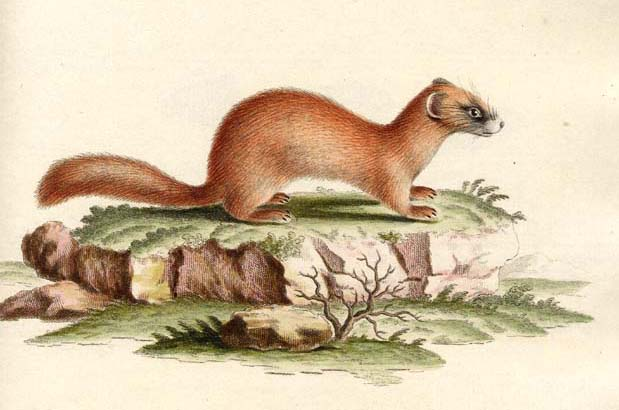
Mustela sibirica
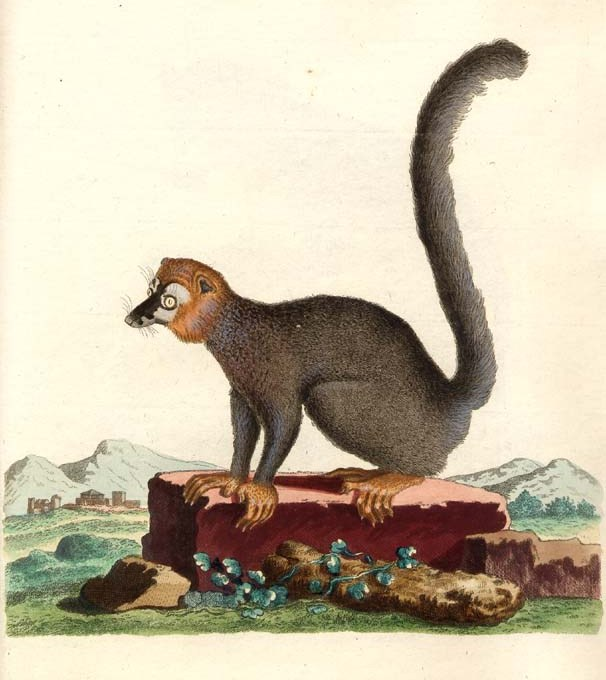
Eulemur mongoz
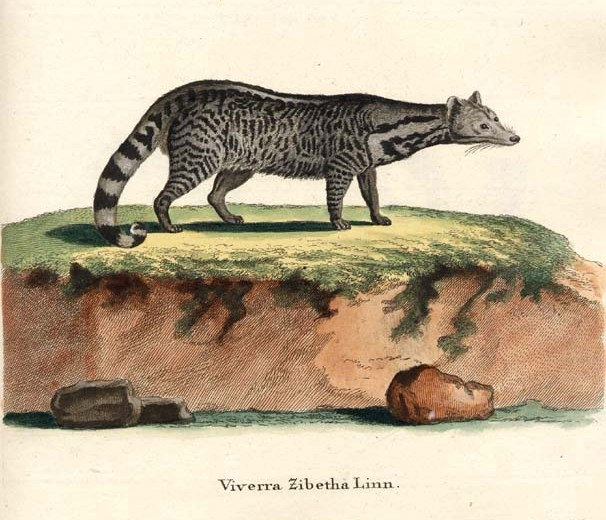
Viverra zibetha
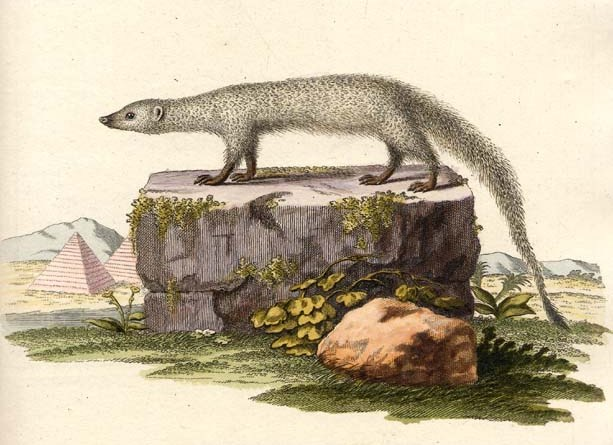
Herpestes ichneumon
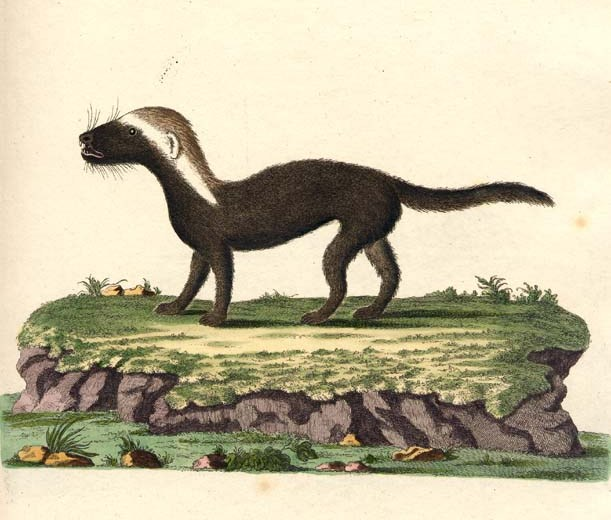
Galictis vittata
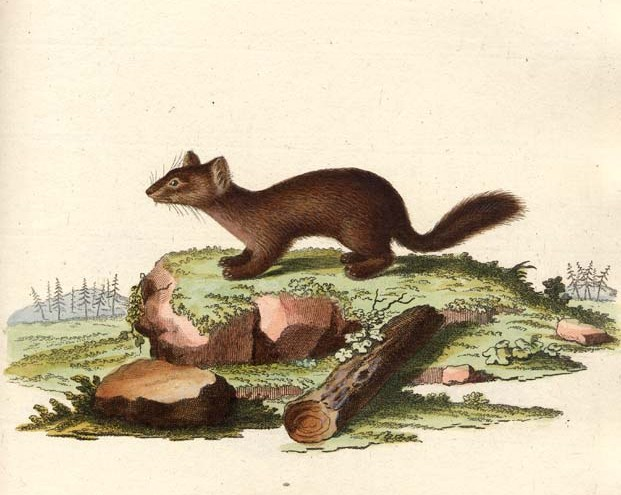
Martes zibellina
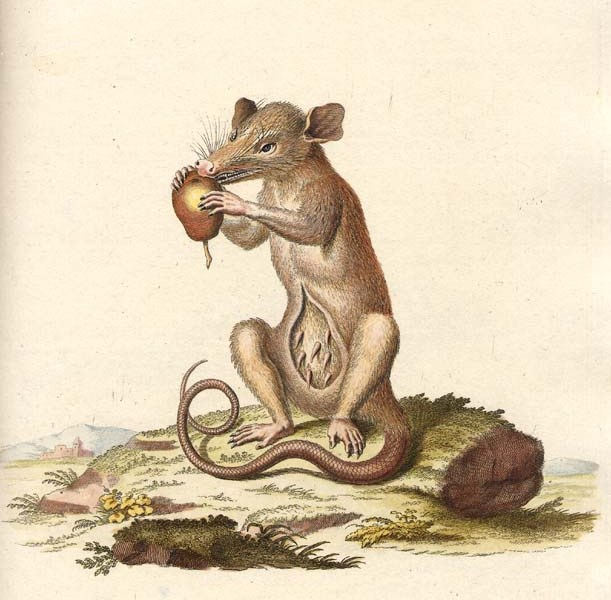
Didelphis marsupialis
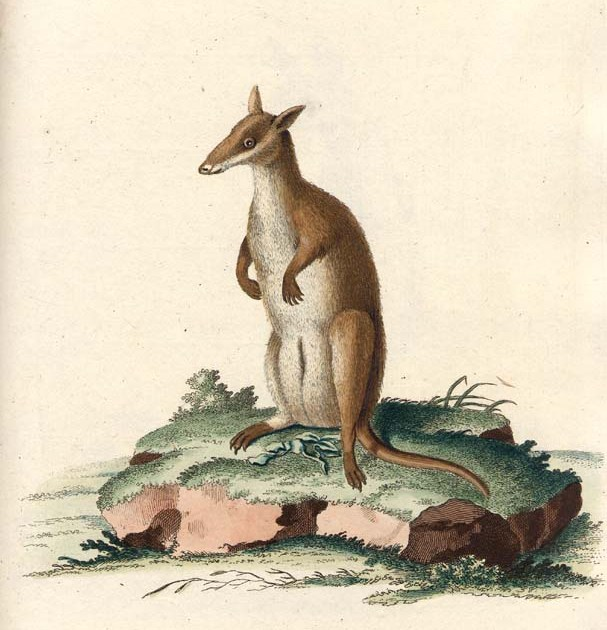
Thylogale brunii
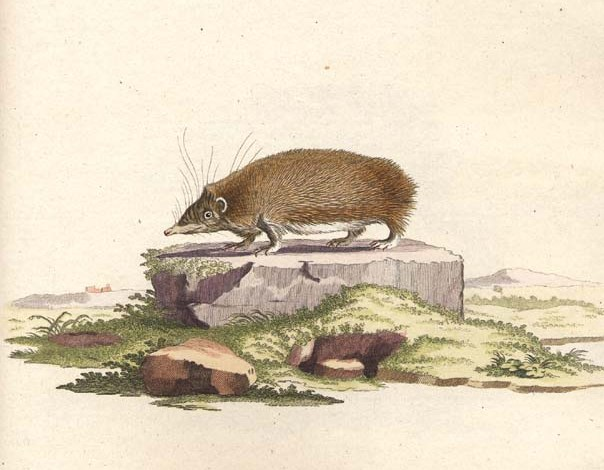
Setifer setosus
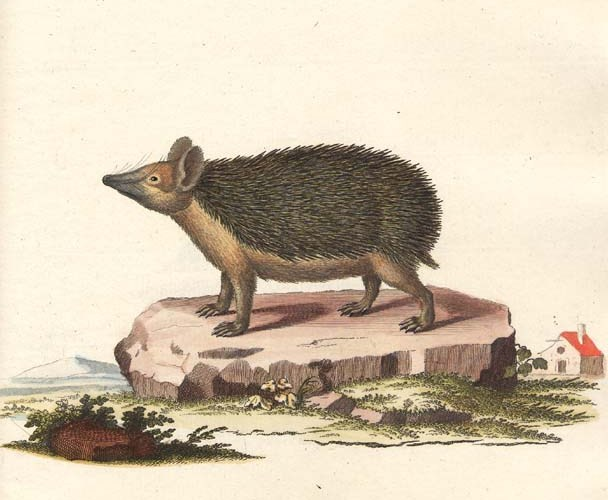
Hemiechinus auritus
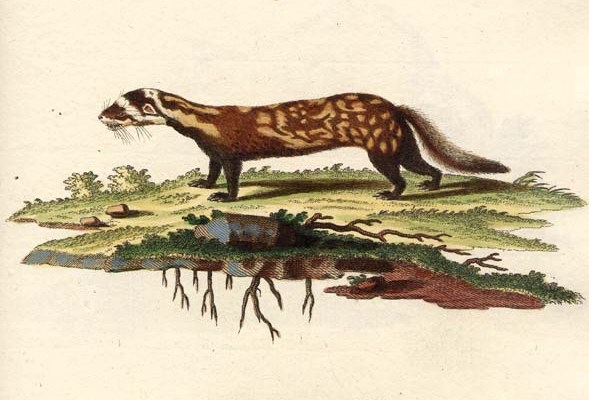
Vormela peregusna
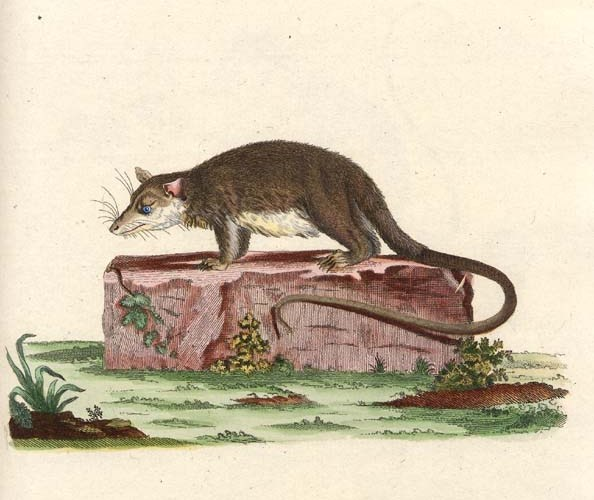
Caluromys philander